# Auksė
Auksė ist ein litauischer weiblicher Vorname, abgeleitet von auksas (dt. Golden).

## Namensträgerinnen
- Auksė Treinytė-Dauderienė (* 1952), sowjetlitauische Sportlerin

## Varianten
- Verniedlung: Auksutė